# مفاوضات

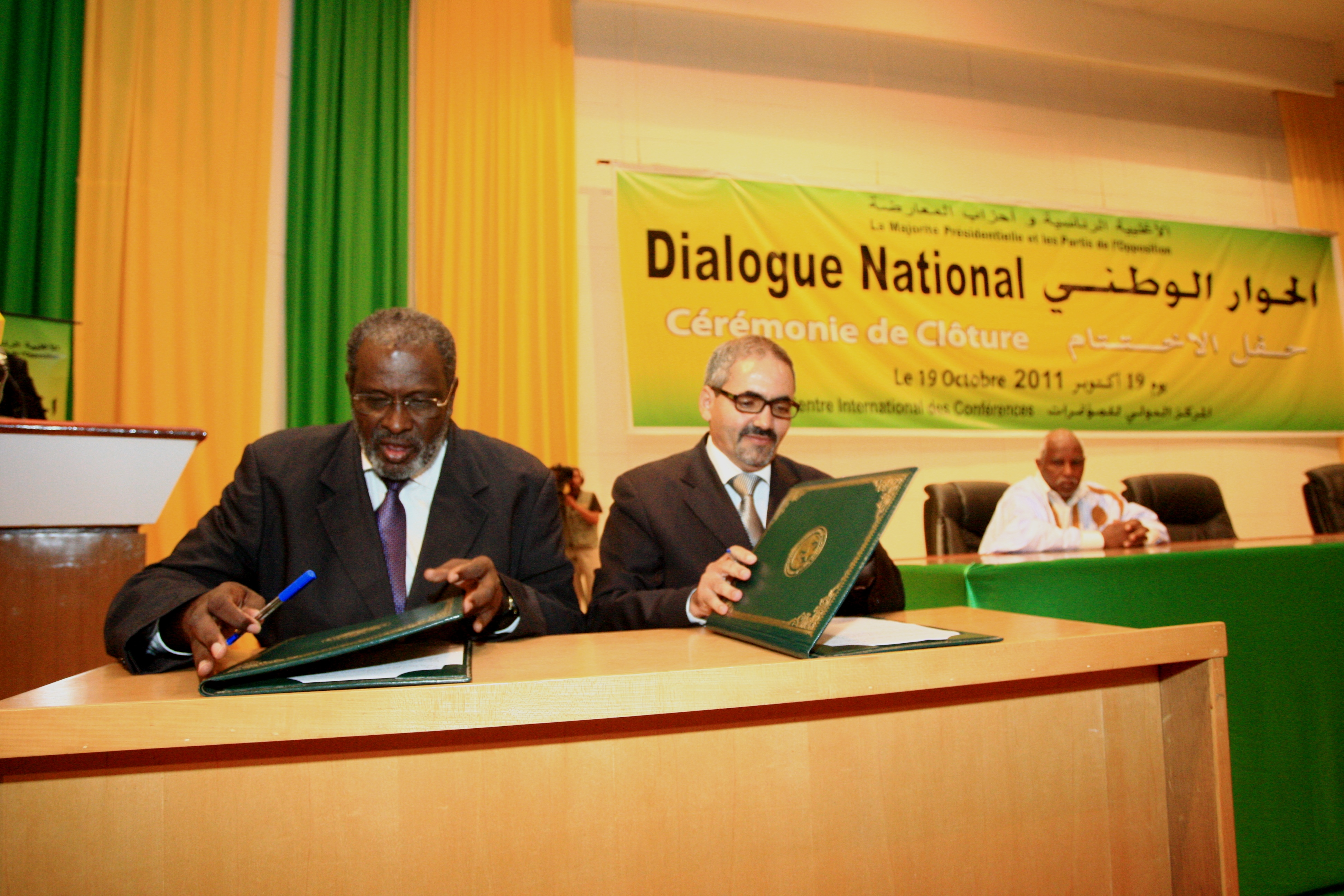
مفاوضات الحوار الوطني الموريتاني

التفاوض هو حوار يهدف إلى فض النزاعات، والتوصل إلى اتفاق على مسارات العمل، للمساومة من أجل ميزة فردية أو جماعية، أو لصياغة النتائج التي ترضي مختلف المصالح. وهذه هي الوسيلة الرئيسية لتسوية المنازعات البديلة.
يحدث التفاوض في مجال الأعمال التجارية، والمنظمات غير الهادفة للربح، فروع الحكومة، والإجراءات القانونية، وبين الدول وفي الحالات الشخصية مثل الزواج والطلاق وتربية الأطفال، والحياة اليومية. ويطلق على دراسة هذا الموضوع نظرية التفاوض. المفاوضون المحترفون غالبا ما يكونون متخصصين، مثل مفاوضي الاتحاد ومفاوضي السلام، مفاوضين بشأن الرهائن، وقد يعملون تحت مسميات أخرى، مثل ''الدبلوماسيين'' و''المشرعين'' أو ''السماسرة''.